# 日本医学柔整鍼灸専門学校

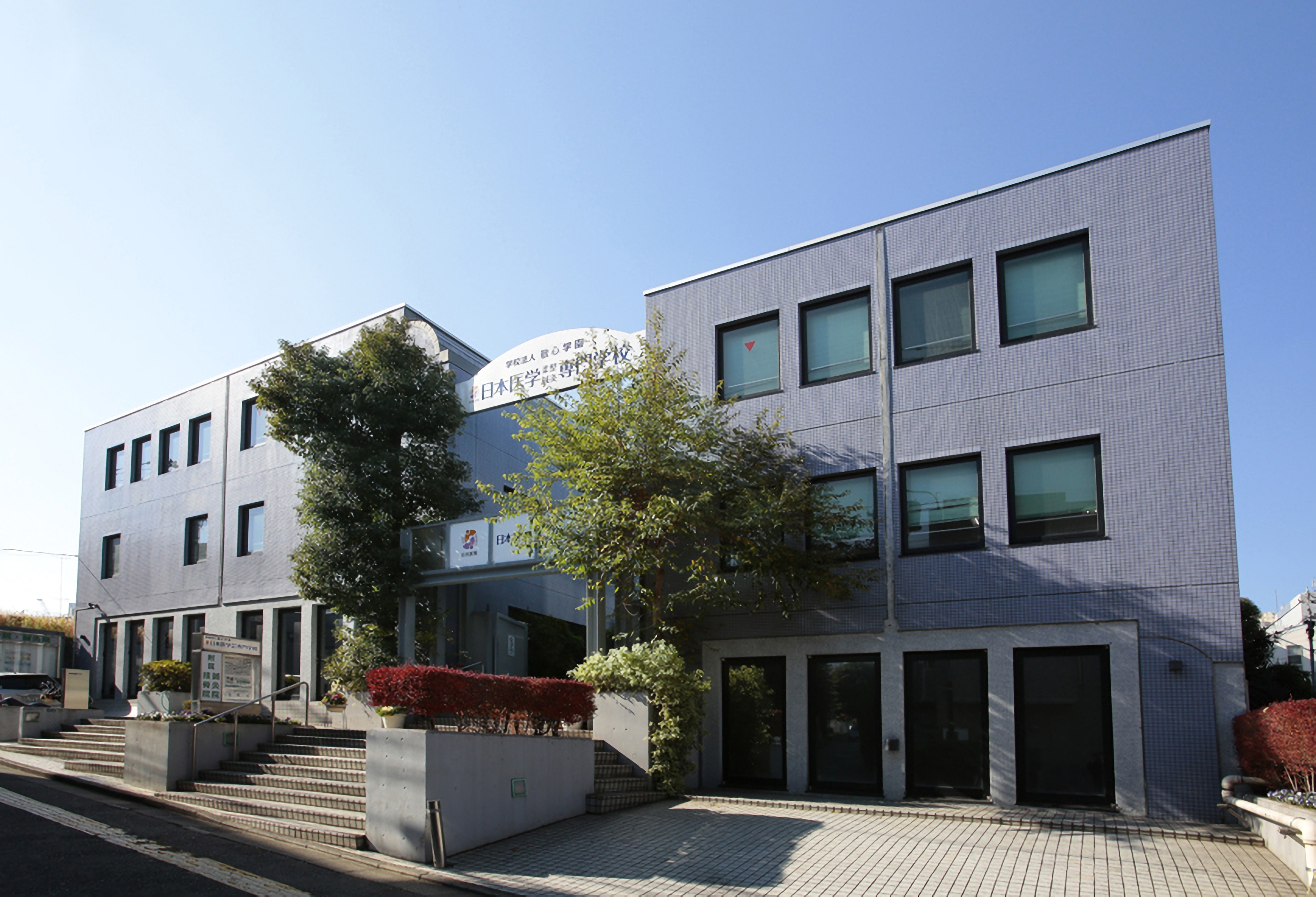

日本医専（にほんいせん）は、東京都新宿区高田馬場にある日本の私立専門学校（専修学校専門課程）で、学校法人敬心学園グループの運営となる。

## 概要
東京都新宿区高田馬場1-18-18に所在し、柔道整復学科では柔道整復師、鍼灸学科でははり師、きゅう師を養成する専門学校となる。
2002年に学校法人情報学園「日本柔整鍼灸専門学校」として開校。柔道整復学科昼間部および鍼灸学科夜間部を設置。2004年に「日本柔整鍼灸専門学校」から現在の「日本医学柔整鍼灸専門学校」に改め、柔道整復学科夜間部および鍼灸学科昼間部を新たに設置した。
2013年に姉妹法人である敬心学園と法人合併をし、現在の学校法人敬心学園「日本医学柔整鍼灸専門学校」となる。2025年4月1日に「日本医専」へと校名を変更した。

## 沿革
2002年
- 学校法人情報学園｢日本柔整鍼灸専門学校｣開校。柔道整復学科昼間部 及び 鍼灸学科夜間部を設置
- 2002年4月1日から適用される厚生労働大臣の「養成施設指定書」が東京都生活文化局私学部長より適用される
- 本校舎内に施術所を開設

2003年
- 施術所を高田馬場1丁目の「エルヴェ内堀」1階に移転
- 飯田橋公共職業安定所より「無料職業紹介事業」の申請が受理される。これにより就職斡旋活動を開始
- 社団法人全国柔道整復学校協会より正会員入会が承認される

2004年
- 校名を「日本柔整鍼灸専門学校」から「日本医学柔整鍼灸専門学校」に改める
- 柔道整復学科夜間部、及び鍼灸学科昼間部の学科設置

2005年
- 施術所および柔道場を、豊島区高田3丁目のタイムプラザイセに移転

2007年
- 新宿区高田馬場2丁目に施術所、柔道場を移転。演習室、多目的教室等を増設。「第2校舎」とする

2009年
- 平成21年8月 （社）全国柔道整復学校協会第42回柔道大会「男子三部」で三位に入賞

2013年
- 姉妹法人敬心学園と法人合併し、学校法人敬心学園「日本医学柔整鍼灸専門学校」となる

2025年4月1日
- 「日本医専」へと校名を変更

## 設置学科
- 柔道整復学科　昼間部　（定員60名）
- 柔道整復学科　夜間部　（定員60名）
- 鍼灸学科　昼間部　（定員60名）
- 鍼灸学科　夜間部　（定員60名）

### 柔道整復学科
柔道整復師の医療知識と手技をベースに、「ケガ」「スポーツ」「美容」「東洋医学」の4分野で幅広く活躍できる人材を育成する  4つのゼミで手技を磨く「カラダ・エキスパートゼミ」、早期から臨床現場を体感する「現場見学プログラム」、スポーツ現場で経験が積める「日本医専トレーナーズチーム（NITT）」など、これから社会に必要とされる“技と心”を磨くことができる  

### 鍼灸学科
鍼灸師は鍼と灸を使ってツボを刺激することで自然治癒力を高め、病気の改善や予防、健康回復をおこなう医療系国家資格である  日本医専では、「日本鍼灸」と「中国鍼灸」の2つの手技を習得することで、より高い技術を持った鍼灸師を育成し、さらに、美容鍼灸・スポーツ鍼灸・婦人鍼灸・高齢者鍼灸の4分野の鍼灸を、授業と「4大鍼灸ゼミ」の両方で深く学ぶことができ、これからの社会に必要とされる医療人として、10年後も活躍できる“本物の技”を磨くことができる

## 取得資格・取得目標資格
- 柔道整復師
- はり師
- きゅう師

## 所在地
本校舎

東京都新宿区高田馬場1-18-18

## 最寄駅
- JR山手線、西武新宿線、高田馬場駅より徒歩5分
- 東京メトロ東西線高田馬場駅7番出口より徒歩2分
- 東京メトロ副都心線西早稲田駅2番出口より徒歩10分

## グループ
- 学校法人敬心学園

## グループ校
- 日本リハビリテーション専門学校
- 日本福祉教育専門学校
- 日本児童教育専門学校
- 東京医療保健専門職大学